# Kalpin

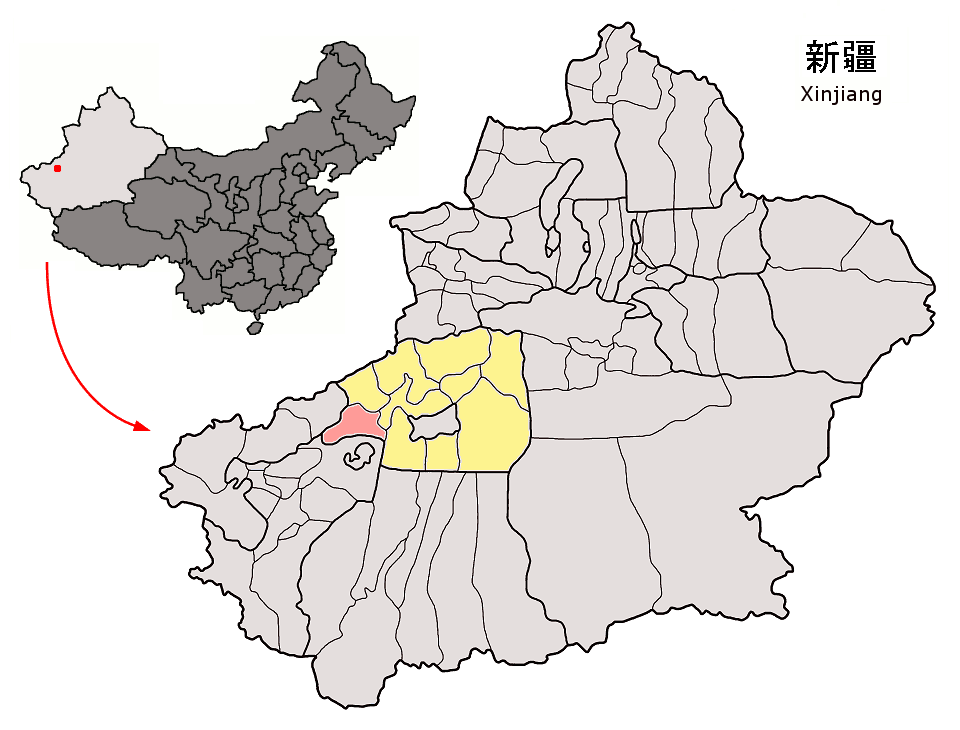
Lage von Kalpin/Keping im Regierungsbezirk Aksu von Xinjiang

Der Kreis Kalpin (chinesisch 柯坪县, Pinyin Kēpíng Xiàn, uigurisch كەلپىن ناھىيىسى Kəlpin Naⱨiyisi) des Regierungsbezirks Aksu liegt im Uigurischen Autonomen Gebiet Xinjiang der Volksrepublik China. Er hat eine Fläche von 8.976,6 km² und zählt 44.261 Einwohner (Stand: Zensus 2010). Sein Hauptort ist die Großgemeinde Kalpin (柯坪镇).

## Verwaltung
Der Kreis verwaltet folgende Großgemeinden und Gemeinden:
Großgemeinden (Kleinstädte, 镇zhèn):
- 柯坪镇 Keping zhèn

Gemeinden (Dörfer, 乡xiāng):
- 阿恰勒乡 Aqiale xiāng
- 盖孜力克乡 Gaizilike xiāng
- 启浪乡 Qilang xiāng
- 玉尔其乡 Yuerqi xiāng